# 平宜口岸

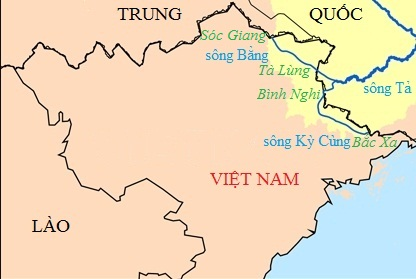
平宜口岸的位置

22°13′13″N 106°41′57″E / 22.22028°N 106.69917°E
平宜口岸，是越南谅山省长定县的一个边境口岸。该口岸距离谅山市约70公里，距离七溪市镇约23公里；与该口岸相接的是中国广西的平而口岸（又称“平而关口岸”）。